# Antillas Neerlandesas en los Juegos Olímpicos de Seúl 1988
Las Antillas Neerlandesas estuvieron representadas en los Juegos Olímpicos de Seúl 1988 por tres deportistas, dos hombres y una mujer, que compitieron en tres deportes.
El portador de la bandera en la ceremonia de apertura fue el regatista Jan Boersma.

## Medallistas
El equipo olímpico obtuvo las siguientes medallas:
| Nombre      | Deporte | Competición   |
| ----------- | ------- | ------------- |
| Oro         |         |               |
| —           |         |               |
| Plata       |         |               |
| Jan Boersma | Vela    | Division II M |
| Bronce      |         |               |
| —           |         |               |